# Perspektywa z trzema punktami zbiegu
Perspektywa z trzema punktami zbiegu – efekt pojawia się, gdy będąc blisko budynku spojrzy się na jego wierzchołek. Ściany budynków widziane z bliska zdają się zbiegać pod kątem ku środkowi widzianego obrazu. Linie zbiegają się w miarę oddalania od obserwatora. Ten kierunek także podlega prawom rządzącym perspektywą. Dodatkowy, trzeci punkt zbiegu pojawia się w miejscu, gdzie przetną się linie będące przedłużeniem ścian budynku.